# Gabriel Peñalba
Gabriel Martín Peñalba (Quilmes, Buenos Aires, Argentina, 23 de septiembre de 1986) es un exfutbolista argentino. Jugaba como mediocampista y su último club fue C. A. Belgrano en la Primera B Nacional.

## Trayectoria
Jugó en las divisiones inferiores de Boca Juniors y Deportivo Morón. Posteriormente, en 2005, llegó a Quilmes y, el 6 de marzo de ese mismo año, debutó en la Primera División de Argentina en un partido correspondiente a la cuarta fecha del Torneo Clausura contra Huracán de Tres Arroyos, que finalizó con victoria de 3 a 0 en favor de los «Cerveceros».
En julio de 2006, tras una destaca actuación con Quilmes, se confirmó su fichaje en calidad de préstamo por el Cagliari Calcio de la Serie A italiana. Debutó el 28 de enero de 2007 contra la Reggina, en un encuentro que finalizó con derrota de 0 a 2 para Cagliari. 
Sin mucho rodaje en ese club volvió a Argentina repatriado por Argentinos Juniors en el 2007, donde jugó por dos, siendo posteriormente transferido en 1.500.000 dólares al Lorient de la Ligue 1 de Francia. Tras su muy poca continuidad, en el 2010 se sumó al Estudiantes de La Plata, club con el cual, bajo las órdenes de Alejandro Sabella, se consagró campeón del Torneo Apertura 2010.
En 2011 retorna al Lorient, pero sin conseguir continuidad. En consecuencia, el 12 de enero de 2012 se oficializó su regreso a Argentinos Juniors con un contrato de dos años y medio. A comienzos del 2013, luego de estar un año parado debido a una enfermedad, se incorporó al Tigre, jugando 72 partidos y anotando 6 goles.
Para 2015, retomó su experiencia en el extranjero reforzando a los Tiburones Rojos de Veracruz de la Primera División de México, convirtiéndose en un gran aportador en la media cancha. En su primer año en México, fue partícipe de dos liguillas de Liga MX (Clausura y Apertura 2015) y una fase preliminar en la Copa MX (Apertura 2015). Además, se consagró campeón de la Copa MX en la edición 2016.
El 15 de diciembre de 2016 se concretó su traspaso al Cruz Azul, en una transacción de USD 1,2 millones. Un año más tarde se desvinculó del club mexicano. 
El 27 de diciembre de 2017 se incorpora a la UD Las Palmas de la Primera División de España. Firma para lo que restaba de temporada y un año más. El 11 de junio de 2019 se desvinculó del club español.
Para 2019, retornó a los Tiburones Rojos de Veracruz de la Primera División de México, cabe hacer mención que tanto la directiva que encabeza Fidel Kuri Grajales como el jugador pusieron de su parte para poder cerrar la negociación, por lo que Peñalba cumplió su deseo de poder volver al puerto de donde tiene excelentes recuerdos. No tuvo muchos minutos y además sólo duró un torneo en los escualos, por motivos de adeudo en sueldos a los futbolistas el equipo fue desafiliado al término del torneo regular, por lo que varios jugadores del ahora extinto club quedaron como agentes libres, entre ellos Peñalba.
En enero de 2020 firmó para Club Atlético Belgrano, pero su paso por el "Pirata" fue breve, ya que luego de jugar dos partidos -uno como titular- en agosto del mismo año Peñalba decidió poner punto final a su carrera.

## Clubes
| Club                             | País      | Año         |
| -------------------------------- | --------- | ----------- |
| Quilmes                          | Argentina | 2005 - 2006 |
| Genoa C. F. C. (cesión)          | Italia    | 2006 - 2007 |
| Argentinos Juniors               | Argentina | 2007 - 2009 |
| Girondins de Burdeos             | Francia   | 2009 - 2010 |
| Estudiantes de La Plata (cesión) | Argentina | 2010 - 2011 |
| Montpellier HSC                  | Francia   | 2011-2012   |
| Argentinos Juniors               | Argentina | 2012        |
| Tigre                            | Argentina | 2013 - 2015 |
| Veracruz                         | México    | 2015 - 2016 |
| Cruz Azul                        | México    | 2016 - 2017 |
| UD Las Palmas                    | España    | 2017 - 2019 |
| Veracruz                         | México    | 2019        |
| Belgrano                         | Argentina | 2020        |

## Estadísticas

### Clubes
- Actualizado hasta el 23 de noviembre de 2019.[7]

| Quilmes Argentina |               |               |     |    |    |   |    |    |     |      |      |
| 1.ª | 2004-05       | 12            | 0   | -  | -  | - | -  | 12 | 0   | 0,00 |      |
| 1.ª | 2005-06       | 19            | 0   | -  | -  | - | -  | 19 | 0   | 0,00 |      |
| Total club | Total club    | 31            | 0   | 0  | 0  | 0 | 0  | 31 | 0   | 0,00 |      |
| Cagliari · Italia |               |               |     |    |    |   |    |    |     |      |      |
| 1.ª | 2006-07       | 3             | 0   | -  | -  | - | -  | 3  | 0   | 0,00 |      |
| Total club | Total club    | 3             | 0   | -  | -  | - | -  | 3  | 0   | 0,00 |      |
| Argentinos Juniors Argentina |               |               |     |    |    |   |    |    |     |      |      |
| 1.ª | 2007-08       | 30            | 3   | -  | -  | - | -  | 30 | 3   | 0,10 |      |
| 1.ª | 2008-09       | 25            | 2   | -  | -  | 3 | 0  | 28 | 2   | 0,07 |      |
| 1.ª | 2011-12       | 5             | 0   | 1  | 1  | - | -  | 6  | 1   | 0,17 |      |
| 1.ª | 2012-13       | 4             | 0   | -  | -  | - | -  | 4  | 0   | 0,00 |      |
| Total club | Total club    | 64            | 5   | 1  | 1  | 3 | 0  | 68 | 6   | 0,09 |      |
| Lorient Francia |               |               |     |    |    |   |    |    |     |      |      |
| 1.ª | 2009-10       | 8             | 0   | 2  | 1  | - | -  | 10 | 1   | 0,00 |      |
| 1.ª | 2011-12       | 4             | 0   | 1  | 0  | - | -  | 5  | 0   | 0,00 |      |
| Total club | Total club    | 12            | 0   | 3  | 1  | - | -  | 15 | 1   | 0,00 |      |
| Estudiantes de La Plata Argentina |               |               |     |    |    |   |    |    |     |      |      |
| 1.ª | 2010-11       | 10            | 0   | -  | -  | 4 | 0  | 14 | 0   | 0,00 |      |
| Total club | Total club    | 10            | 0   | -  | -  | 4 | 0  | 14 | 0   | 0,00 |      |
| Tigre Argentina |               |               |     |    |    |   |    |    |     |      |      |
| 1.ª | 2012-13       | 18            | 1   | -  | -  | 8 | 3  | 26 | 4   | 0,15 |      |
| 1.ª | 2013-14       | 30            | 0   | 2  | 0  | - | -  | 32 | 0   | 0,00 |      |
| 1.ª | 2014          | 17            | 2   | -  | -  | - | -  | 17 | 2   | 0,12 |      |
| Total club | Total club    | 65            | 3   | 2  | 0  | 8 | 3  | 75 | 6   | 0,07 |      |
| Veracruz · México |               |               |     |    |    |   |    |    |     |      |      |
| 1.ª | 2015          | 19            | 0   | -  | -  | - | -  | 19 | 0   | 0,00 |      |
| 1.ª | 2015-16       | 31            | 4   | 5  | 0  | - | -  | 35 | 4   | 0,11 |      |
| 1.ª | 2016          | 15            | 4   | 1  | 1  | - | -  | 16 | 5   | 0,31 |      |
| 1.ª | 2019          | 11            | 0   | 2  | 0  | - | -  | 13 | 0   | 0,00 |      |
| Total club | Total club    | 76            | 8   | 8  | 1  | 0 | 0  | 84 | 9   | 0,11 |      |
| Cruz Azul · México |               |               |     |    |    |   |    |    |     |      |      |
| 1.ª | 2017          | 16            | 0   | 5  | 1  | - | -  | 21 | 1   | 0,05 |      |
| 1.ª | 2017-18       | 17            | 0   | 2  | 0  | - | -  | 19 | 0   | 0,00 |      |
| Total club | Total club    | 33            | 0   | 7  | 1  | 0 | 0  | 40 | 1   | 0,03 |      |
| UD las Palmas · España |               |               |     |    |    |   |    |    |     |      |      |
| 1.ª | 2017-18       | 7             | 0   | 0  | 0  | - | -  | 7  | 0   | 0,00 |      |
| 2.ª | 2018-19       | 13            | 0   | 0  | 0  | - | -  | 13 | 0   | 0,00 |      |
| Total club | Total club    | 20            | 0   | 0  | 0  | - | -  | 20 | 0   | 0,00 |      |
| Belgrano Argentina |               |               |     |    |    |   |    |    |     |      |      |
| 2.ª | 2019-20       | 2             | 0   | 0  | 0  | - | -  | 2  | 0   | 0,00 |      |
| Total club | Total club    | 0             | 0   | 0  | 0  | - | -  | 0  | 0   | 0,00 |      |
| Total carrera | Total carrera | Total carrera | 316 | 16 | 21 | 4 | 15 | 3  | 352 | 23   | 0,07 |
| (1) Incluye datos de Copa Argentina (2011-2014) y Copa México (2015-2017, 2019). (2) Incluye datos de Copa Sudamericana (2008 y 2010), Recopa Sudamericana (2010) y Copa Libertadores de América (2011 y 2013). |               |               |     |    |    |   |    |    |     |      |      |

## Palmarés

### Campeonatos nacionales
| Título           | Club                    | Sede         | Año    |
| ---------------- | ----------------------- | ------------ | ------ |
|                  |                         |              |        |
| Primera División | Estudiantes de La Plata | Buenos Aires | A-2010 |
| Copa México      | Tiburones Rojos         | Veracruz     | 2016   |

### Campeonatos amistosos
| Título                 | Club      | Sede   | Año  |
| ---------------------- | --------- | ------ | ---- |
| Copa Tecate (amistoso) | Cruz Azul | México | 2017 |